# 劉安 (廣寧侯)
劉安，南京淮安府宿遷縣（今江蘇省宿遷縣），明朝軍事將領、廣寧侯。
劉安繼承其父劉榮伯爵爵位，正統十四年，與郭登鎮守大同。當時明朝在土木之變中戰敗，明英宗被俘。也先持明英宗到城下，請郭登出見，郭登不肯。劉安出見，在英宗面前伏地而哭。明景帝得知后，降敕切責。劉安馳至京師，稱奉上皇命來告敵情，并稱自己被封為侯爵。群臣聽後紛紛交相彈劾，於是下詔論死。恰逢當時京師戒嚴，劉安被釋放并擔任總兵官，京師保衛戰中負責鎮守東直門。保衛戰獲勝后，劉安晋升為都督同知，守備白羊口，恢復伯爵爵位。明英宗發動奪門之變后，再封其廣寧侯，并世襲，再增俸祿三百石。曹石之亂時，劉安受傷，加封為太子少傅。成化年間去世，贈嶧國公，謚忠僖。